# Холокост в Дрогичинском районе
Холокост в Дроги́чинском районе — систематическое преследование и уничтожение евреев на территории Дрогичинского района Брестской области оккупационными властями нацистской Германии и коллаборационистами в 1941—1944 годах во время Второй мировой войны, в рамках политики «Окончательного решения еврейского вопроса» — составная часть Холокоста в Белоруссии и Катастрофы европейского еврейства.

## Геноцид евреев в районе
Дрогичинский район был полностью оккупирован немецкими войсками 25 июня 1941 года, и оккупация длилась более трёх лет — до июля 1944 года. Нацисты включили Дрогичинский район в состав территории, административно отнесённой в состав рейхскомиссариата Украина генерального округа Волынь-Подолия. Вся полнота власти в районе принадлежала зондерфюреру — немецкому шефу района, который подчинялся руководителю округи — гебитскомиссару. Во всех крупных деревнях района были созданы районные (волостные) управы и полицейские гарнизоны из белорусских коллаборационистов.
Для осуществления политики геноцида и проведения карательных операций сразу вслед за войсками в район прибыли карательные подразделения войск СС, айнзатцгруппы, зондеркоманды, тайная полевая полиция (ГФП), полиция безопасности и СД, жандармерия и гестапо.
Одновременно с оккупацией нацисты и их приспешники начали поголовное уничтожение евреев. «Акции» (таким эвфемизмом гитлеровцы называли организованные ими массовые убийства) повторялись множество раз во многих местах. В тех населенных пунктах, где евреев убили не сразу, их содержали в условиях гетто вплоть до полного уничтожения, используя на тяжелых и грязных принудительных работах, от чего многие узники умерли от непосильных нагрузок в условиях постоянного голода и отсутствия медицинской помощи.
Оккупационные власти под страхом смерти запретили евреям снимать желтые латы или шестиконечные звезды (опознавательные знаки на верхней одежде), выходить из гетто без специального разрешения, менять место проживания и квартиру внутри гетто, ходить по тротуарам, пользоваться общественным транспортом, находиться на территории парков и общественных мест, посещать школы.
Многие евреи в Дрогичинском районе были убиты во время карательной операции нацистов «Припятские болота» (Pripiatsee) или «Припятский марш», проводившейся с 19 июля по 31 августа 1941 года. План этой операции был разработан в штабе войск СС при рейхсфюрере СС Гиммлере и ставил целью отработку и проведение первых массовых убийств евреев войсками СС на территории Беларуси. Непосредственными исполнителями операции были кавалерийская бригада СС, а также 162-я и 252-я пехотные дивизии под общим руководством высшего начальника СС и полиции тыла группы армий «Центр» группенфюрера СС Бах-Зелевского (Целевского).
За время оккупации практически все евреи Дрогичинского района были убиты, а немногие спасшиеся в большинстве своём впоследствии воевали в партизанских отрядах.

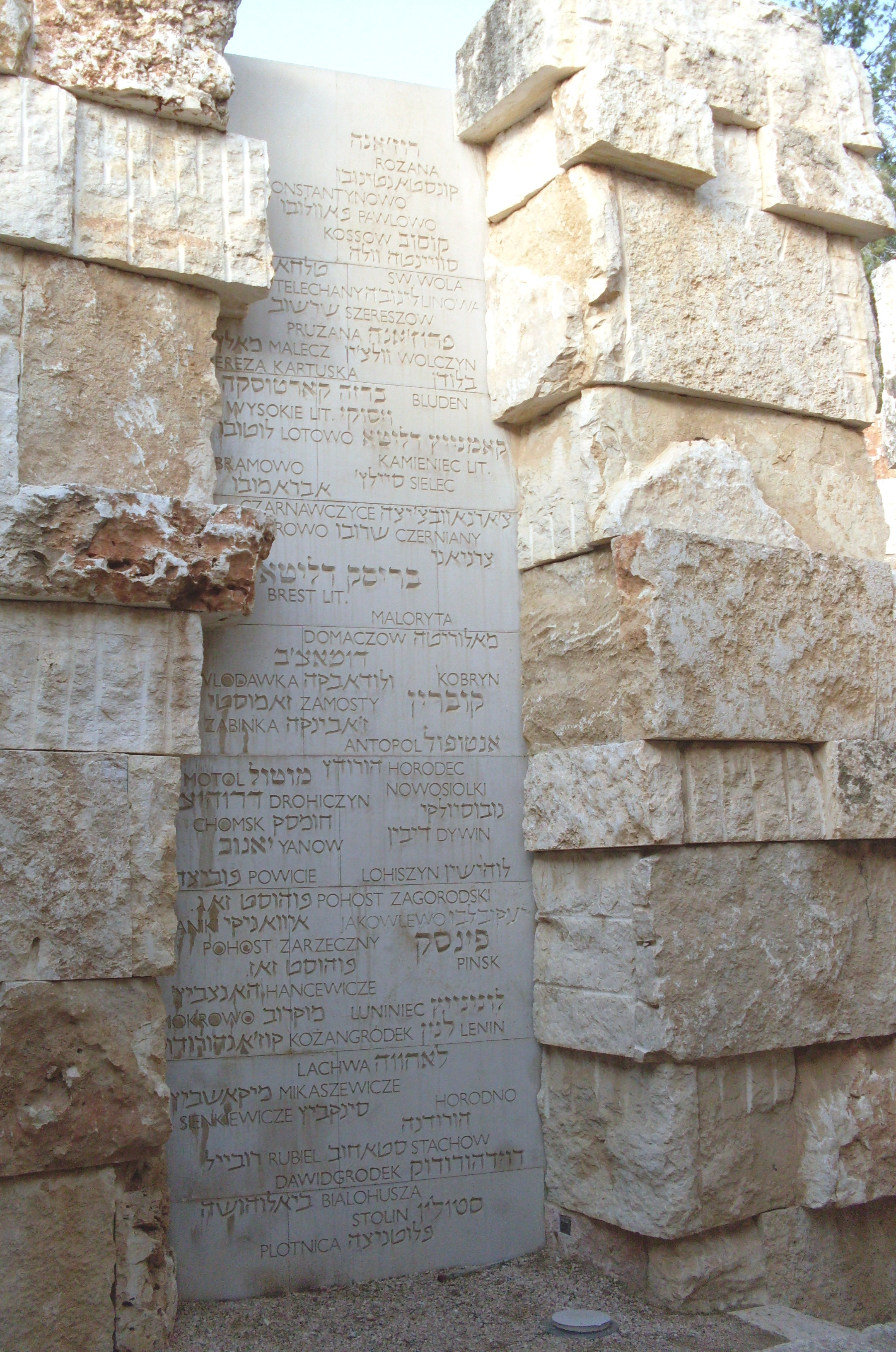
Антополь, Дрогичин и Хомск в списке уничтоженных во время Холокоста еврейских общин в «Долине разрушенных общин» в музее Яд Вашем

Самые массовые убийства евреев района происходили в Антополе, Дрогичине и Хомске. Около 100 евреев убили в деревне Горавица.
Евреев из сельскохозяйственного поселения (которое официально называлось «Колония»), расположенного между деревнями Гутово и Огдемер, в 1942 году перевели в гетто Дрогичина и убили там.

## Гетто
Реализуя нацистскую программу уничтожения евреев, немцы создавали гетто почти во всех городах и населённых пунктах Беларуси, где проживало еврейское население. Так и в Дрогичинском районе оккупанты создали 5 гетто (в Антополе и Дрогичине — по 2).
- В двух гетто в Антополе (весна 1942 — 15 ноября 1942) нацистами и их сообщниками были замучены и убиты до 4000 евреев[20].
- В двух гетто в Дрогичине (июль 1941 — 2 ноября 1942) были убиты около 3500 евреев.
- В гетто в Хомске (июль 1941 — август 1941) были убиты около 2000 евреев.

## Праведники народов мира
В Дрогичинском районе один человек — Охриц Вера — была удостоена почетного звания «Праведник народов мира» от израильского мемориального института «Яд Вашем» «в знак глубочайшей признательности за помощь, оказанную еврейскому народу в годы Второй мировой войны» — за спасение Вайс (Черник) Ирит в Антополе.

## Память
Имеются неполные списки жертв геноцида евреев в Дрогичинском районе.
В Антополе в урочище Хвойники на месте захоронения убитых евреев установлен памятник.
В Дрогичине на братской могиле в привокзальном сквере, где похоронены более 3000 евреев — жертв нацистского режима, в 1967 году был установлен обелиск.
В деревне Хомск установлены два памятника убитым евреям. Один — на братской могиле женщин и детей, и второй — на братской могиле евреев-мужчин.